# Josef Alois Knittel

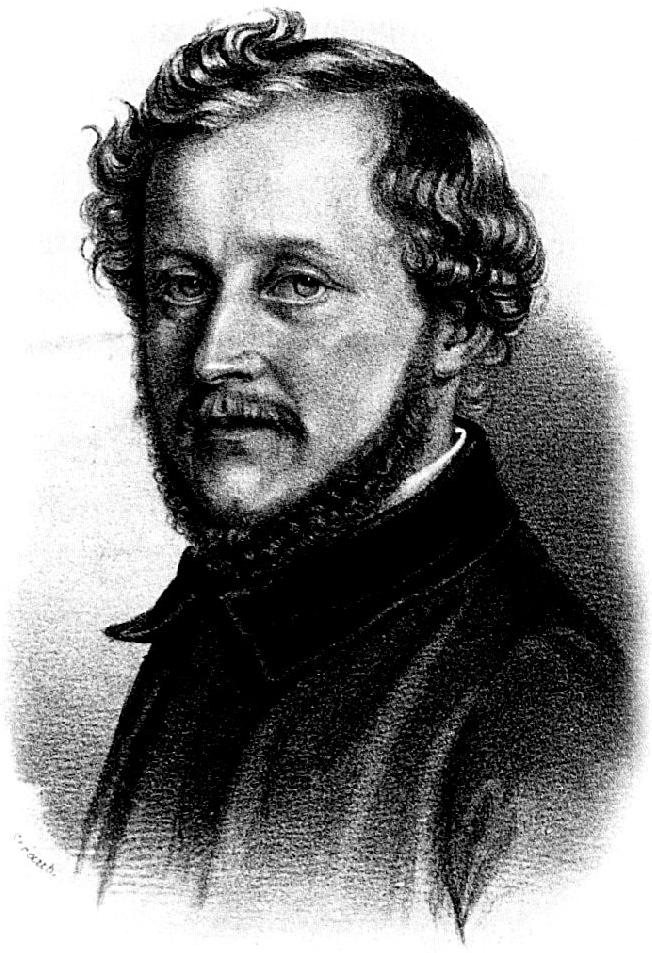
Alois Knittel auf einer Lithografie von Andreas Straub (um 1859)

Aloys Josef Knittel (* 20. April 1814 in Oberbach im Lechtal, Tirol; † 23. Dezember 1875 in Freiburg im Breisgau) war ein Bildhauer, der nach seinem Studium hauptsächlich in Freiburg im Breisgau tätig war, das damals zum Großherzogtum Baden gehörte.

## Leben
Er war mütterlicherseits der Neffe des Malers Joseph Anton Koch, väterlicherseits der Onkel von Anna Stainer-Knittel (die „Geierwally“) und der Vater der Bildhauer Gustav Adolf (1852–1909) und Berthold Knittel (1853–1940).
Der Sohn eines Schneidermeisters wurde von seinem Zeichenlehrer Anton Falger entdeckt und nach München vermittelt. Dort begann er am 9. November 1835 ein Studium an der Kunstakademie, das ihn als Schüler zu Ludwig Schwanthaler und Peter von Cornelius führte. Nach dem Ende seines Studiums am 22. Januar 1838, ging er 1847 nach Freiburg und ließ sich dort nieder. Er heiratete 1848 Thekla Geiges, die Tochter des Kreisrevisors Anton Geiges. Zudem war sie die Schwester des Städtebaumeisters Sigmund Geiges, mit dem er in der Künstlergesellschaft Ponte Molle verkehrte. Im Jahr 1867 besuchte Anna Stainer-Knittel, Knittels Nichte, ihn in Freiburg, um ihn als Unterstützer für ihre geplante Hochzeit zu gewinnen, die ihr Vater verhindern wollte.
Nachdem ein eigener Sohn Gustav im Alter von sechs Monaten verstorben war, wurde Knittel Patenonkel seines Neffen, des späteren Glasmalers Fritz Geiges. Der Bildhauer Joseph von Kopf lernte ab Oktober 1851 bei Knittel und Wilhelm Dürr in Freiburg, bevor er im September 1852 von dort zu Fuß in Richtung Rom aufbrach. Kopf führte einige Werke Knittels aus, die dieser zuvor modelliert hatte.
Den Auftrag des Bürgermeisters Carl Röttinger, bis zum April 1876 vier Statuen der Jahreszeiten für die Anlagen um den Freiburger Bahnhof zu schaffen, konnte Knittel nicht mehr erfüllen: Er starb am 22. oder 23. Dezember 1875 an Herzversagen. Nach dem Tod Knittels führten seine Witwe und seine Söhne Gustav Adolf und Berthold das Atelier weiter.

## Werk

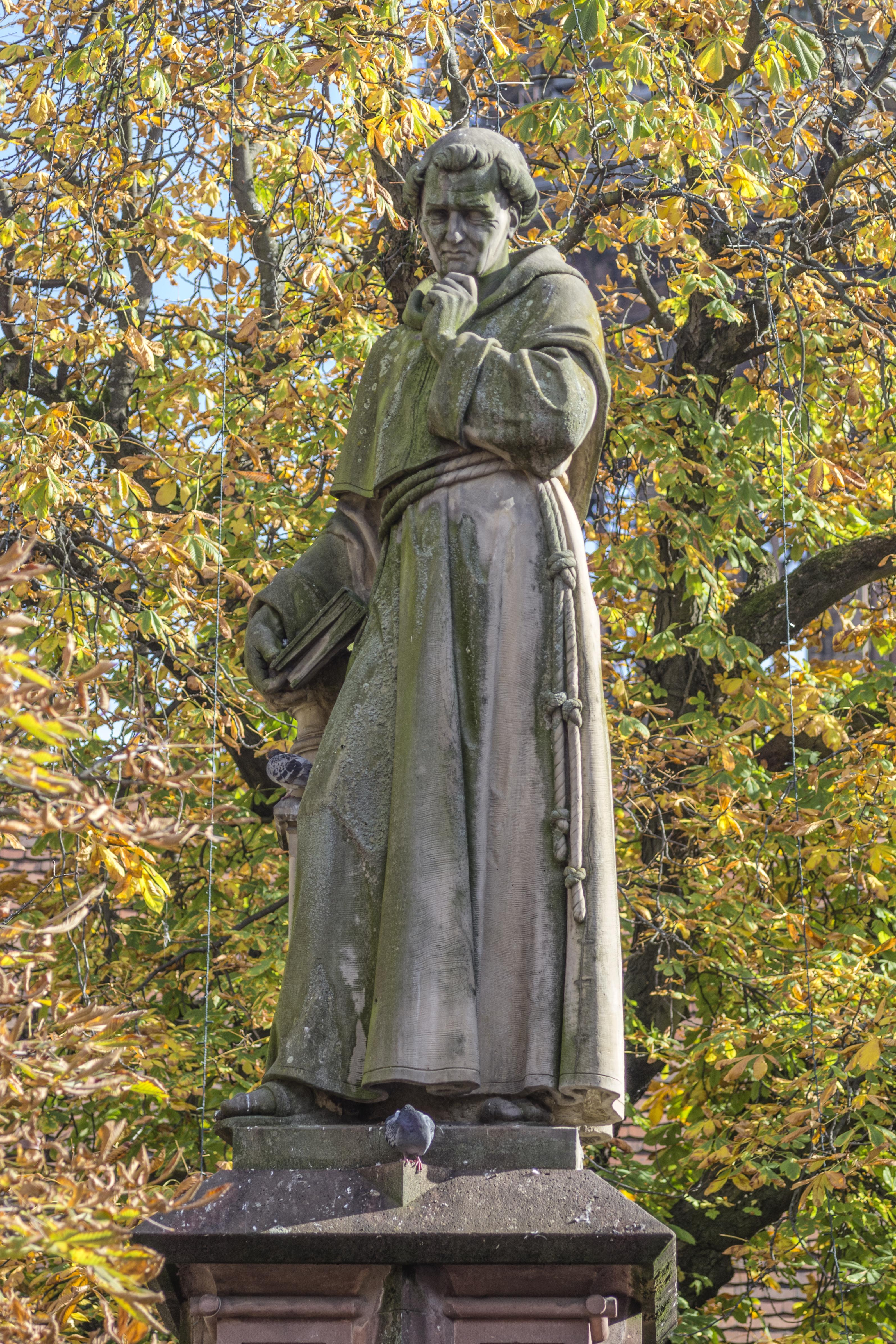
Berthold Schwarz, Rathausplatz

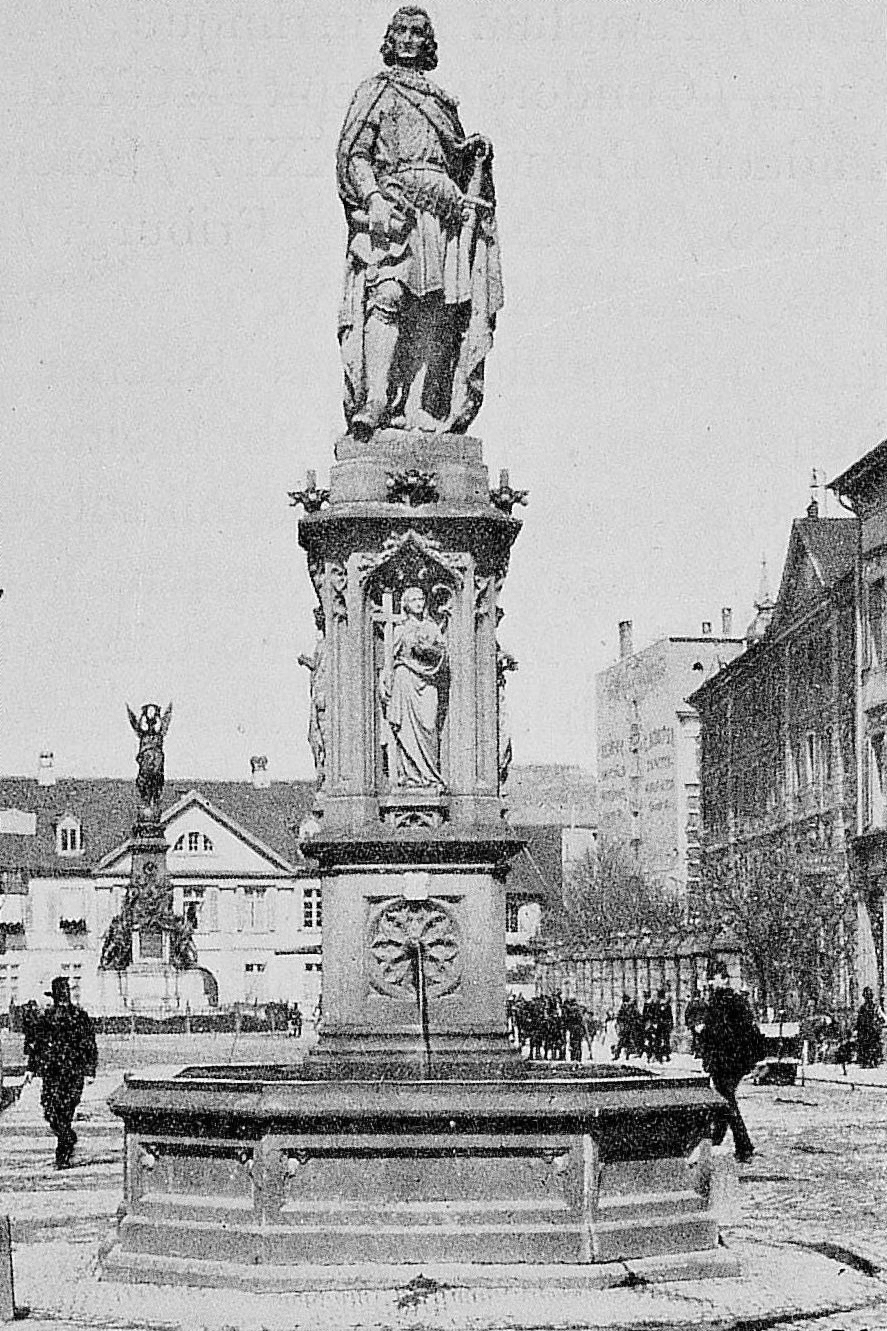
Albrechtsbrunnen, Kaiserstraße

Während seiner Zeit in München wurde Knittel hauptsächlich vom religiös motivierten neugotischen Stil des ehemaligen Professors Konrad Eberhard inspiriert. Dieser war damals zwar bereits pensioniert, hatte aber seine Spuren an der Akademie hinterlassen. Knittel arbeitete hauptsächlich mit Sandstein.
Ein noch heute bekanntes Werk von ihm ist das Denkmal des Berthold Schwarz auf dem Freiburger Rathausplatz. Im Zweiten Weltkrieg zerstört wurde ein Standbild des Herzogs Albrecht VI. sowie das Relief des barmherzigen Samariters am Mutterhaus der Barmherzigen Schwester in der Zähringerstraße. Die Oberrealschule, deren Giebel die Kolossalfiguren Theorie und Technik von Knittel zierten, überstand zwar den Bombenangriff vom 27. November 1944, musste aber in der Nachkriegszeit dem Neubau der Universitätsbibliothek Freiburg weichen. Zudem schuf Knittel über 100 Grabmäler auf dem Alten Freiburger Friedhof, beginnend mit dem für Karl Joseph Beck (1794–1838) aus dem Jahr 1845. Danach folgten beispielsweise:
- Ferdinand Geminian Wanker (1758–1824), designierter Erzbischof
- Johann Leonhard Hug (1788–1846), Professor für orientalische Sprachen und Exegese des Alten und Neuen Testaments
- Joseph Anselm Feuerbach (1798–1851), Altertumsforscher
- Amalia Koslowska († 1852)
- Johann Michael Meißburger (1782–1854), Domkustos
- Joseph von Auffenberg (1798–1857), Dramatiker und Dichter[13]
- Franz Xaver Stegmann (1800–1858), Bierbrauer
- Pauline Schleip (1824–1862)
- Johann Baptist von Hirscher (1788–1865), Professor für Theologie und Domdekan
- Marie de Colombi (1782–1872), Gräfin
- Maria Antonia Gertrudis de Colombi (1809–1863), Tochter der Marie
- Christine de Zea Bermudez y Colombi (1841–1866), Tochter der Maria
- Madeleine Barone de Reinach (1765–1845)

Im Jahr 1856 erstellte Knittel ein Tischdenkmal mit Ritterfigur. Diese war vermutlich als Hochzeitsgeschenk für den Großherzog Friedrich I. mit Prinzessin Luise von Preußen am 20. September 1856 gedacht. Die Figur befindet sich heute im Museum für Stadtgeschichte (Freiburg im Breisgau).
Im Jahr 1869 wurde Knittel um ein Angebot für ein neues Kreuz für den Freiburger Unterlinden-Platz gebeten. Die Stadt konnte sich nicht mit ihm einigen. So dauerte es bis 1890, bis eine neue Figurengruppe durch den Freiburger Bildhauer Julius Seitz geschaffen wurde.
Beim Wettbewerb um den Entwurf und die Ausführung des Siegesdenkmals im Jahr 1872 beteiligte er sich zwar, konnte sich jedoch nicht gegen Karl Friedrich Moest durchsetzen. Knittels Sohn Gustav Adolf war später als Meisterschüler bei Moest an der Ausführung der Soldaten beteiligt. Im Jahr 1872 fertigte er für ein Werder-Denkmal in der Werder-Straße an der Villa Platenius eine Büste des Generals August von Werder aus weißem Marmor an.

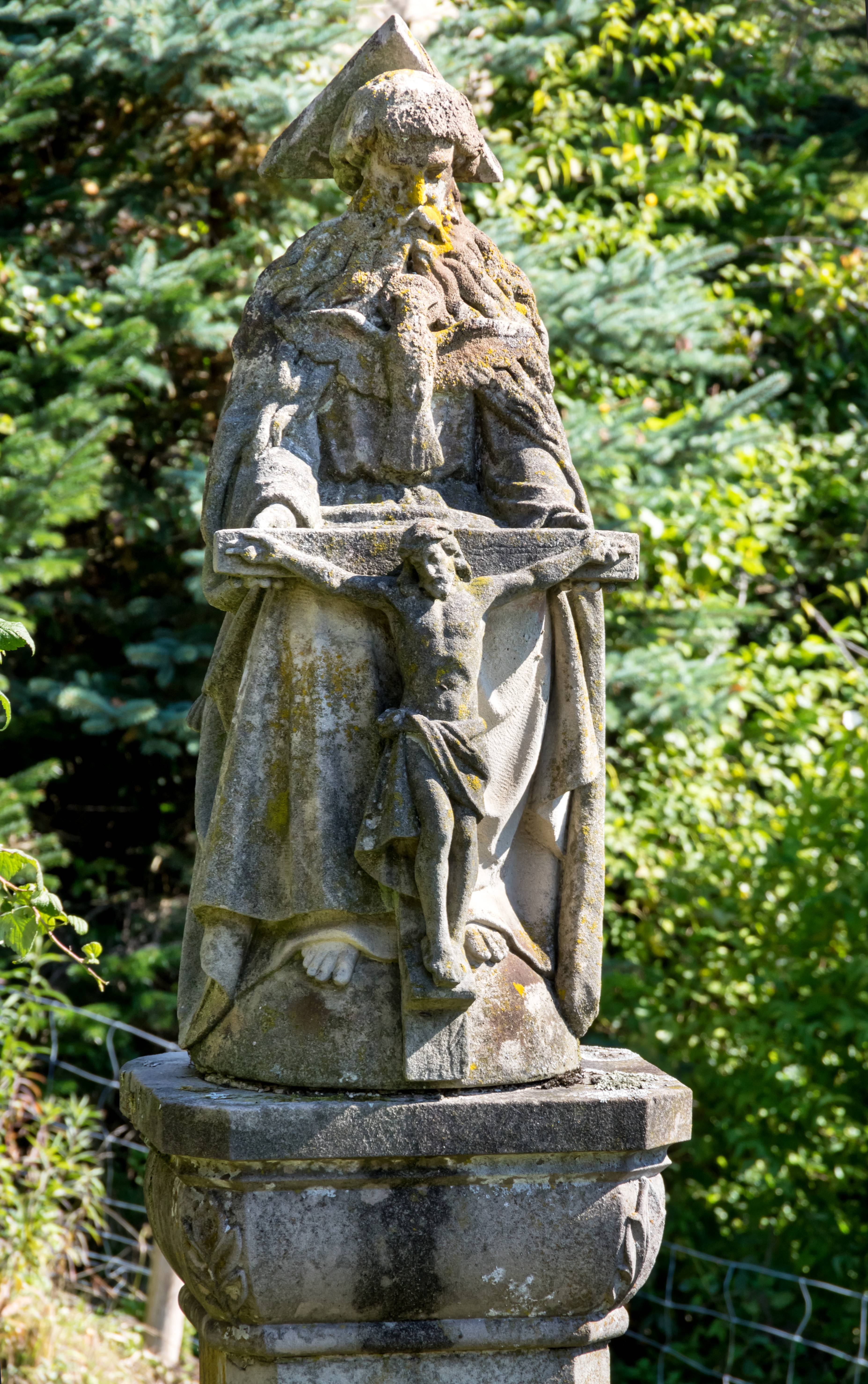
Gnadenstuhl in St. Peter

Auch außerhalb von Freiburg finden sich Werke Knittels: Im Tiroler Landesmuseum zu Innsbruck existiert(e) ein Gipsrelief oder eine Holzplastik Christus heilt den Besessenen, während sich in der Klosterkapelle zu Bruchsal eine 1860 von Knittel geschaffene Holzskulptur befand. Am Ortsausgang von Stegen findet sich eine Dreifaltigkeitssäule aus dem Jahr 1865. Im nahen St. Peter befinden sich zudem zwei Gnadenstühle aus der Zeit zwischen 1867 und 1872. Für die Spitalkirche von Breisach am Rhein schuf er das Grabmal des Paters Pantaleon Rosmann († 4. März 1853) sowie das für den Philipsburger Neupriester August Rombach (9. November 1843 in Lenzkirch; † 18. Februar 1870 in Philippsburg). Die Straßburger Zitadelle erhielt von ihm eine Siegessäule. In Offenburg befindet sich eine überlebensgroße Christusstatue, eine weitere in Freiburg wurde im Krieg zerstört. Für die Stadtpfarrkirche Unsere Liebe Frau in Waibstadt fertigte er eine fast Lebensgroße Marienfigur an der Turmfassade über dem Hauptportal der Kirche.

## Auszeichnungen
Knittel erhielt zwei Verdienstmedaillen: die Goldene Medaille für Kunst und Wissenschaft von Großherzog Friedrich I. sowie eine weitere von Kaiser Franz Joseph I. für seinen Albrechtsbrunnen.